# 23180 Ryosuke
23180 Ryosuke è un asteroide della fascia principale. Scoperto nel 2000, presenta un'orbita caratterizzata da un semiasse maggiore pari a 2,3108551 UA e da un'eccentricità di 0,1036565, inclinata di 10,33289° rispetto all'eclittica.